# Presbyter
Presbyter (grekiska: πρεσβύτερος, presbyteros, den äldre) är en församlingsäldste.  

## Episkopal tolkning
I den tidigaste kyrkan var en presbyter en person som bistod biskopen med att förvalta församlingen och som vid gudstjänsten omgav denne. När allt fler funktioner överläts åt presbytererna och de fick rätt att själva hålla gudstjänsten utan biskopens närvaro, förvandlades de med tiden till församlingspräster. Det svenska ordet "präst" kommer av presbyter. Denna syn kan kopplas samman med en episkopal kyrkosyn.

## Presbyteriansk tolkning
En presbyter i Nya Testamentet avser en ledare i en lokal kristen församling. I nytestamentlig tid var presbyter (äldste) en synonym till episkopos (biskop). Presbyter beskriver ledarfunktionen och episkopos tillsynsfunktionen, men det är samma personer som har dessa två snarlika funktioner. I Nya Testamentet refererar ordet presbyter även till ledarna i Sanhedrin, stora rådet, det judiska folkets högsta politiska och religiösa organ under grekisk-romersk tid.
Presbyterianska kyrkor, förkastar episkopalismen och läran om biskopar. Genom att man ser presbyter (äldste) och episkopos (biskop) som i praktiken synonymer för församlingsledare, låter man församlingen ledas av ett antal presbyter. I praktiken innebär det att man inte vill att kyrkan skall styras av en påve, ärkebiskop eller av biskopar (episkopos) utan av valda lokala ledare, äldste (presbyteros), vilket man anser är mer i överensstämmelse med den första kristna församlingens tanke att alla kristna är präster och att alla tar del i de beslut som fattas.